# Mapocho
Mapocho je řeka v Chile dlouhá 110 km, která je pravostranným přítokem řeky Maipo. Název pochází z výrazu „Mapu chuco“, který znamená v jazyce mapudungun „voda protékající zemí“.
Pramení v Andách na svazích Cerro El Plomo, jejími zdrojnicemi jsou San Francisco a Molina. Na řece leží chilské hlavní město Santiago de Chile. Na území metropole je tok sveden do betonového koryta. Husté osídlení v povodí řeky a množství průmyslových podniků negativně ovlivňují kvalitu vody.
Víctor Jara řece věnoval píseň „En el Río Mapocho“. Nábřeží Mapocha v Santiagu je oblíbeným místem společenských setkání a zdejší zdi jsou popsány politickými hesly, na břehu se nachází také sochařský park. V roce 2011 se řeka Mapocho stala součástí uměleckého projektu Cataliny Rojasové, která nasvítila její hladinu různobarevnými reflektory. Konají se zde také studentské veslařské závody.